# Чапаєво (Давлекановський район)
Чапа́єво (рос. Чапаево, башк. Сапай) — село у складі Давлекановського району Башкортостану, Росія. Входить до складу Кідрячевської сільської ради.
Населення — 444 особи (2010; 426 в 2002).
Національний склад:
- башкири — 98 %